# مذبحة نو غون ري
مذبحة نو غون ري (بالكورية: 노근리 양민 학살 사건) كانت مذبحة جماعية للاجئين كوريين جنوبيين بنيران جوية وأرضية أمريكية قرب قرية نوغيون ري (노근리) في وسط كوريا الجنوبية بين 26 و29 يوليو/تموز 1950، في بداية الحرب الكورية. في عام 2005، صادق تحقيق حكومي كوري جنوبي على أسماء 163 قتيلاً أو مفقوداً و55 جريحاً، وأضاف أن أسماء العديد من الضحايا الآخرين لم تُبلغ عنها. تُقدر مؤسسة نو غون ري للسلام عدد القتلى بين 250 و300 شخص، معظمهم من النساء والأطفال.
لم تكن الحادثة معروفةً على نطاق واسع خارج كوريا حتى نشرت وكالة أسوشيتد برس (AP) تقريرًا عام ١٩٩٩، أكد فيه قدامى محاربي وحدة الجيش الأمريكي المعنية، فوج الفرسان السابع ، روايات الناجين. كما كشفت الوكالة عن أوامر رُفعت عنها السرية للجيش الأمريكي بإطلاق النار على المدنيين المقتربين بسبب تقارير عن تسلل كوريين شماليين لمجموعات اللاجئين. في عام ٢٠٠١، أجرى الجيش الأمريكي تحقيقًا، وبعد رفضه سابقًا لادعاءات الناجين، أقرّ بعمليات القتل، لكنه وصف الحدث الذي استمر ثلاثة أيام بأنه "مأساة مؤسفة متأصلة في الحرب وليست قتلًا متعمدًا". أصدر الرئيس بيل كلينتون آنذاك بيانًا أعرب فيه عن أسفه، مضيفًا في اليوم التالي أن "أمورًا خاطئة حدثت"، لكن مطالب الناجين بالاعتذار والتعويض رُفضت.
اعترض المحققون الكوريون الجنوبيون على التقرير الأمريكي، معتقدين أن جنود فوج الفرسان السابع تلقوا أوامر بإطلاق النار على اللاجئين. ووصفت مجموعة الناجين التقرير الأمريكي بأنه "تستر". واكتشفت وكالة أسوشيتد برس لاحقًا وثائق أرشيفية إضافية تُظهر أن القادة الأمريكيين أمروا القوات "بإطلاق النار" و"إطلاق النار على" المدنيين على جبهة الحرب خلال تلك الفترة؛ وقد عُثر على هذه الوثائق التي رُفعت عنها السرية، لكن محققي البنتاغون لم يكشفوا عنها. ومن بين الوثائق غير المعلنة رسالة من السفير الأمريكي في كوريا الجنوبية تفيد بأن الجيش الأمريكي اعتمد سياسة شاملة لإطلاق النار على مجموعات اللاجئين المقتربة على مستوى مسرح العمليات. ورغم المطالبات، لم يُفتح التحقيق الأمريكي مجددًا.
بدافع الكشف عن نو غون ري، قدّم ناجون من حوادث مزعومة مماثلة بين عامي ١٩٥٠ و١٩٥١ تقارير إلى حكومة سيول. في عام ٢٠٠٨، أفادت لجنة تحقيق بتسجيل أكثر من ٢٠٠ حالة قتل واسعة النطاق مزعومة على يد الجيش الأمريكي، معظمها غارات جوية.